# Musculus semispinalis thoracis
De musculus semispinalis thoracis is een van de spieren behorende tot de transversospinale groep (van processus transversus naar processus spinosus).
Ze heeft als oorsprong de processus transversus van T6-T10 en hecht zich aan de processus spinosus van T6-C6.
De belangrijkste functie bij een unilaterale contractie is de lateroflexie van de wervelkolom; bij een bilaterale contractie is retroflexie van de wervelzuil het voornaamste.